# 黄炎培
黄炎培（1878年10月1日—1965年12月21日），字任之，号楚南，江苏省川沙县（今上海市浦东新区）人，近代中國教育家、商人、社會活動家、政治人物，中國民主同盟、中華職業教育社主要發起人之一。中华人民共和国政治人物，原副国级领导人。
黄炎培被普遍認為是近現代中國職業教育的重要創始人和理論家。

## 生平
光绪四年（1878年）10月1日，黄炎培出生于江苏省川沙县（今属上海市）内史第。黄炎培十三岁丧母，十七岁丧父，只得寄居在外祖父家。早年就讀于東野學堂，學習四書五經，16歲时考縣試，再考府試，榜上有名。後來，其姑丈資助他入讀西學，故於1901年，入讀南洋公学（现交通大学）。1902年应江南乡试，中举人，回校後，因为抗议校方开除学生与其他学生集体退学。其后回乡川沙办学。改革地方學院成為川沙小學。1903年在南汇县演讲被县衙门当革命党捕获。由美国传教士步惠廉极力保释，得以在省巡撫“就地正法”批示到达之前出狱。随即流亡日本。3個月後回到上海，為多所學校服務。1905年由蔡元培介绍加入中国同盟会，后接替蔡元培出任中国同盟会上海分会会长。
民国初年，任江苏省教育司司长，筹办东南、暨南、同济等大学。1915年作为特邀记者随中国参加旧金山世界博览会代表团赴美，兼做教育考察。1916年组织职业教育研究会，提出职业教育之目的在于“解决社会国家最困难的生计问题”，得到工商界人士的积极支持。
1917年5月6日，黄炎培联合社会知名人士蔡元培、梁启超、张謇、宋汉章等48人于在上海创立中华职业教育社。开办中华职业学校，以“敬业乐群”为校训，提出“劳工神圣”、“双手万能”的实用教育，要使“无业者有业，有业者乐业”。五四运动时，他以江苏省教育会负责人身份，召集上海各校校长开会声援，发动全市罢市罢课斗争。1921年被委任为中华民国教育总长（部长）而不肯就职。1926年提出“大职业教育主义”的主张，认识到“专守教育岗位，不足以救国”，创办《生活周刊》，宣传革命。
1927年，蒋介石镇压共产党时，以“学阀”罪通缉黄炎培，遂逃亡到大连。“九·一八事变”后，创办《救国通讯》杂志，推动抗日救国。1932年以中国国难救济会名义通电全国，要求国民党归政于民，召开国民会议，团结抗日。“一·二八”淞沪抗战爆发，发动上海各界上层人土组织“上海市民地方维持会”，征募军需品支援十九路军，并维持地方治安和社会金融，直到1937年11月上海沦陷。
抗日战争爆发后，黄炎培撤退到重庆，任国防会议参议员，1938年为国民参政会参政员。1941年发起中国民主同盟并任第一任主席，1945年他创立中国民主建国会并任第一任主委。
1945年7月。黄炎培为促进国共合作曾以国民参政会参政员身份和章伯钧等人访问延安，与毛泽东会见。回到重庆后写了《延安归来》一书出版。书中记录了他与毛泽东有关“周期律”的一段谈话。傅斯年諷刺地說：「最無恥的是黃炎培等，把毛澤東送他們的土織毛毯，珍如拱璧，視同皇帝欽賜飾終大典的陀羅經被一樣。」国共和谈破裂内战爆发后，辞去国民参政会参政员，自嘲“回上海卖字为生”以示抗议。1949年2月，由共产党地下工作者安排，转道香港到北京。
1949年10月，中華人民共和國成立后，黄炎培任中央人民政府委员会委员、政务院副总理，轻工业部部长。1954年9月，他出席第一届全国人大第一次会议讨论宪法草案，期间并发言。第一、二、三屆全國人大常委會副委員長，第二、三、四届中国人民政治协商会议全国委员会副主席。黄炎培对中国共产党的一些政策有不同看法，特别是反对对农民实行粮食统购统销。毛泽东曾称他是“资本家代言人”。后来，中国共产党从政府机构排除所有非共产党人士，仅保留黄在人民代表大会和政治协商会议里的职衔。
1965年12月21日，黄炎培在北京逝世，享年87岁。

## 官職
- 民國元年（1912）12月19日，任江蘇省教育司司長[6]
- 民國3年（1914）2月25日，呈請辭職江蘇省教育司長[7]
- 民國6年（1917）9月7日，任直隸省教育廳廳長[8]
- 民國6年（1917）9月21日，懇請辭職直隸省教育廳廳長[9]
- 民國10年（1921）12月25日，特任教育部教育總長[10]
- 民國11年（1922）6月11日，特任署教育總長[11]
- 民國11年（1922）12月31日，特派教育基金委員會委員[12]
- 民國13年（1924）9月17日，派中華教育文化基金董事會董事[13]
- 民國21年（1932）1月23日，敦聘國難會議會員[14]

## 家庭

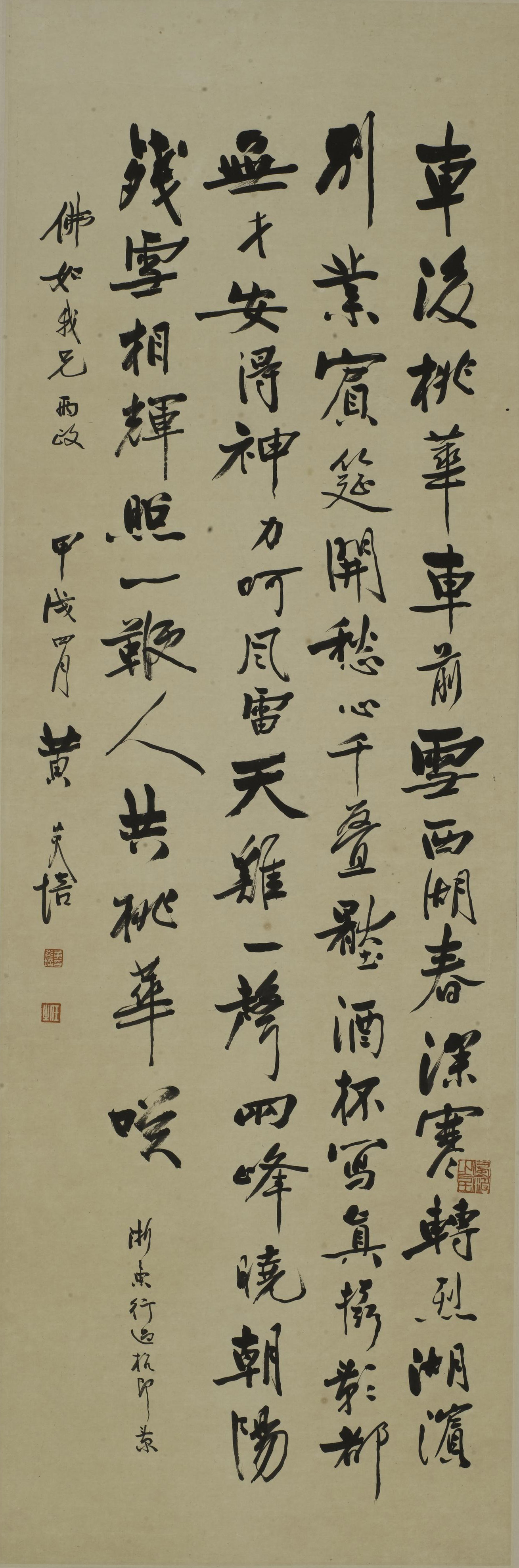
行书浙东行诗轴，作于1934年

黄炎培的妻子是王纠思，1940年病逝。1942年，续弦贵阳大学毕业生姚维钧（1909-1968）。《延安归来》一书系黄炎培和姚维钧合著。姚维钧在文化大革命中受到迫害，于1968年1月20日服安眠药自杀身亡。

### 子
- 黄方刚，黄炎培长子。清华大学毕业，1922年去美国留学，1927年结业归国，1943年病逝于四川乐山。(1901-1943)[15]
- 黄竞武，黄炎培次子。清华大学毕业，1924年去美国哈佛大学进修，获得经济硕士学位。因为策反国军被捕，1949年5月18日在上海被处决。（1903—1949）
- 黄万里，黄炎培三子，中国水利学家。（1911－2001）
- 黄大能，黄炎培四子，中华职业教育社名誉副理事长，中国水泥混凝土技术专家。（1916—2010）
- 黄必信，黄炎培五子，曾任大连工学院无线电系教师，1957年被划为右派份子，受到迫害。1966年6月14日上吊自杀。1968年6月15日，他的妻子余启运在关押时被学生毒打至自杀，十四岁小女儿在1966年10月失踪。
- 黄方毅，黄炎培幼子，1946年出生，美国杜克大学硕士，长年供职中国社会科学院、北京大学等从事经济研究，并任美国霍普金斯大学高级国际研究院、哥伦比亚大学客座教授。第十届全国政协委员。

### 孫
- 黄孟复，黄炎培之孙，黄竞武之子，曾任全国政协副主席、全国工商联主席。
- 黄观鸿，黄炎培之孙，黄万里长子，天津大学教授。
- 黄鲁淳，黄炎培之孙，黄万里三子，信息技术专业高级工程师。

### 外曾孫
侯冠群，黃炎培之外曾孫，黃炎培第四女黃素回之外孫，曾擔任台灣台北市第八、九屆台北市議員。

### 其他
- 黄自，黄炎培堂侄，堂兄黄洪培的儿子，中国现代音乐教育家。（1904—1938）
- 黄培英，黄炎培堂妹，黄炎培的族叔黄士焕（伯文叔）之女，中国30年代知名的绒线编结专家。

## “周期律”对话

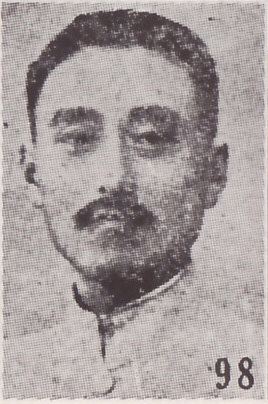
黄炎培

1945年黄在延安同毛泽东谈话时讲到：“我生六十多年，耳闻姑且不论，凡亲眼所见，真所谓‘其兴也浡焉，其亡也忽焉’，一人，一家，一团体，一地方，乃至一国，不少单位都没有能跳出这周期律的支配力。大凡初时聚精会神，无一事不用心，无一人不尽力，也许那时艰难困苦，只有从万死中觅取一生。既而环境渐渐好转了，精神也就渐渐放下了。有的因为历时长久，自然地惰性发作，由少数演为多数，到风气养成，虽有大力，无法扭转，并且无法补救。也有为了区域一步步扩大了，它的扩大，有的出于自然发展，有的为功业欲所驱使，强求发展，到干部人才渐见竭蹶、艰于应付的时候，环境倒越加复杂起来了，控制力不免趋于薄弱了。一部历史，‘政怠宦成’的也有，‘人亡政息’的也有，‘求荣取辱’的也有。总之没有能跳出这周期律。”
53岁的毛泽东相答：“（民为政本，国为政体，新路在幄，是为民主。民主立国，人人尽责，唯政当察于百姓，为党方得尽心敬事，秉政施德，固不会蹈前车之覆，亦可免人亡政息之祸焉。）我们已经找到了新路，我们能跳出这周期律。这条新路，就是民主。只有让人民起来监督政府，政府才不敢松懈。只有人人起来负责，才不会人亡政息。”
这段对话也被称为“延安对”、“窑洞对”、“黄炎培周期律”或“黄炎培周期律难题”。